# Losing Streak
Losing Streak is het tweede studioalbum van de Amerikaanse ska-punkband Less Than Jake. Het album werd uitgegeven op 12 november 1996 via Capitol Records op cassette en cd en werd in 2010, 2011 en 2016 heruitgegeven via Sleep It Off Records op cd en lp. In 2000 werd via Golf Records het heruitgegeven samen met het derde studioalbum Hello Rockview (1998) als een dubbelalbum.

## Nummers
1. "Automatic" - 2:06
2. "Happyman" - 1:59
3. "9th at Pine" - 1:56
4. "Sugar in Your Gas Tank" - 2:06
5. "Shindo" - 2:17
6. "107" - 1:59
7. "Johnny Quest Thinks We're Sellouts" - 2:49
8. "Krazy Glue" - 1:58
9. "Never Going Back to New Jersey" - 3:18
10. "How's My Driving, Doug Hastings?" - 1:24
11. "Just Like Frank" - 1:50
12. "Ask the Magic 8 Ball" - 2:15
13. "Dopeman" - 2:06
14. "Jen Doesn't Like Me Anymore" - 2:50
15. "Rock-n-Roll Pizzeria" - 2:00
16. "Lockdown" - 2:33

## Band
- Chris Demakes - gitaar, zang
- Roger Manganelli - basgitaar, zang
- Vinnie Fiorello - drums
- Buddy Schaub - trombone
- Jessica Mills - altsaxofoon
- Derron Nuhfer - baritonsaxofoon